# Liste der britischen Botschafter auf den Philippinen
Die Liste der britischen Botschafter auf den Philippinen enthält die diplomatischen Vertreter des Königreichs Britannien in der philippinischen Botschaft in Manila von 1844 bis heute (2012).

## Hintergrund
Bis 1815 gehörten die Philippinen zum Vizekönigreich Neuspanien.
Mit Galeonen wurde aus Acapulco Silber nach Manila gebracht, mit dem in China Seide gekauft wurde.
Während des Siebenjährigen Krieges, vom 6. Oktober 1762 bis März 1764, war Manila durch die British Indian Army besetzt.
Nach der Unabhängigkeit Mexikos wurden die Philippinen direkte Kolonie von Spanien und der Handel wurde liberalisiert. Seit 2007 ist der Botschafter in Manila auch auf den Marshallinseln, Mikronesien und Palau akkreditiert.
| Ernennung/Akkreditierung | Name                                | Bemerkungen   | ernannt von                                    | akkreditiert während der Regierung von               | Posten verlassen |
| ------------------------ | ----------------------------------- | ------------- | ---------------------------------------------- | ---------------------------------------------------- | ---------------- |
| 7. Juli 1844             | John William Perry Farren           | Konsul        | Robert Peel                                    | Francisco de Paula Alcalá de la Torre                | 1864             |
| 19. Okt. 1866            | George Thome Ricketts               |               | John Russell, 1. Earl Russell                  | Joaquín del Solar e Ibáñez                           | 1875             |
| 1876                     | William Gifford Palgrave            |               | Benjamin Disraeli                              | José Malcampo Monge                                  | 1877             |
| 1877                     | Roderick Donald MacKenzie           | Generalkonsul | Benjamin Disraeli                              | Domingo Moriones y Murillo                           |                  |
| 14. März 1895            | Edward Henry Rawson-Walker          | Generalkonsul | Archibald Philip Primrose, 5. Earl of Rosebery | Ramón Blanco y Erenas                                | 1906             |
| 21. Mai 1903             | William Joseph Kenny                | Generalkonsul | Arthur Balfour                                 | William Howard Taft; 1903: Bureau of Insular Affairs | 1. Juni 1908     |
| 2. Nov. 1909             | Alfred Ernest Wileman               | Generalkonsul | Herbert Henry Asquith                          | James Francis Smith                                  |                  |
| 1919                     | Montague Bentley Talbot Paske-Smith | Generalkonsul | David Lloyd George                             | Francis Burton Harrison                              | 1919             |
| 11. Jan. 1920            | Thomas Joseph Harrington            | Generalkonsul | David Lloyd George                             | Francis Burton Harrison                              | 1935             |
| 1935                     | Arthur Powlett Blunt                | Generalkonsul | Stanley Baldwin                                | Frank Murphy                                         | 1937             |
| 15. Apr. 1945            | Francis McDermot                    | Generalkonsul | Winston Churchill                              | Manuel Roxas                                         |                  |
| Okt. 1946                | Linton Harry Foulds                 |               | Winston Churchill                              | Manuel Roxas                                         | 1951             |
| 1951                     | Frank Stannard Gibbs                |               | Winston Churchill                              | Elpidio Quirino                                      | 1955             |
| 31. Aug. 1955            | George Lisle Clutton                |               | Anthony Eden                                   | Ramon Magsaysay                                      | 1959             |
| 1959                     | John Arthur Pilcher                 |               | Harold Macmillan                               | Carlos P. Garcia                                     | 1963             |
| 1963                     | John Mansfield Addis                |               | Alec Douglas-Home                              | Diosdado Macapagal                                   | 1970             |
| 1970                     | John Noel Ormiston Curle            |               | Edward Heath                                   | Ferdinand Marcos                                     | 1972             |
| 1972                     | James Alexander Turpin              |               | Edward Heath                                   | Ferdinand Marcos                                     | 1976             |
| 1976                     | William Bentley                     |               | James Callaghan                                | Ferdinand Marcos                                     | 1981             |
| 1981                     | Michael Hugh Morgan                 |               | Margaret Thatcher                              | Ferdinand Marcos                                     | 1985             |
| 1985                     | Robin McLaren                       |               | Margaret Thatcher                              | Ferdinand Marcos                                     | 1987             |
| 1987                     | Keith Gordon MacInnes               |               | Margaret Thatcher                              | Corazon Aquino                                       | 1992             |
| 1992                     | Alan Everard Montgomery             |               | John Major                                     | Fidel Ramos                                          | 1995             |
| 1995                     | Adrian Charles Thorpe               |               | John Major                                     | Fidel Ramos                                          | 1998             |
| 1998                     | Alan Stanley Collins                |               | Tony Blair                                     | Joseph Estrada                                       | 2002             |
| 2002                     | Paul Stephen Dimond                 |               | Tony Blair                                     | Gloria Macapagal-Arroyo                              | 2004             |
| 2004                     | Peter Beckingham                    |               | Tony Blair                                     | Gloria Macapagal-Arroyo                              | 2009             |
| 2009                     | Stephen Lillie                      |               | Gordon Brown                                   | Gloria Macapagal-Arroyo                              |                  |